# Бауэнс, Ко
Якобюс Антони (Ко) Бауэнс (нидерл. Jacobus Anthonie "Co" Bouwens; 24 ноября 1924, Краббендейке — 17 марта 2005, Амстердам) — нидерландский футболист, игравший на позиции полузащитника, выступал за амстердамские команды «Аякс» и АФК.

## Клубная карьера
В «Аяксе» появился 1 августа 1949 года, сначала ему пришлось выступать за третью и вторую команду клуба, но затем Ко был взят в основной состав. В то время, когда Бауэнс появился в клубе, футбол в Нидерландах всё ещё имел статус полу-профессионального вида спорта. Его дебют состоялся 17 сентября 1950 года в сезоне 1950/1951. В общей сложности с 1950 по 1954 год провёл за амстердамцев 106 игр, в то время он был одним из ключевых игроков клуба. Свой последний матч в составе «Аякса» провёл 28 ноября 1954 года. После «Аякса» провёл несколько сезонов в амстердамском клубе АФК, где также играл его младший брат Кес.
С 1963 по 1979 год был членом совета амстердамского «Аякса», а до 1981 года входил в комитет клуба по финансам, и даже несколько лет был председателем этого комитета. В 2000 году получил от руководства «Аякса» памятный приз в честь своего 50-летнего членства в клубе.

## Личная жизнь
Отец — Йоханнес Бауэнс, был родом из муниципалитета Рилланд-Бат, мать — Лёнтье Лавоэй, родилась в Крёйнингене. Родители поженились в феврале 1923 года в Крёйнингене — на момент женитьбы отец был работником в сельском хозяйстве. В их семье было ещё четверо детей: трое сыновей и одна дочь. В 1930 году семья переехала из Краббендейке в Утрехт, а с 1937 года проживали в Амстердаме.
Женился в возрасте двадцати шести лет — его супругой стала Вера Рейтер. Их брак был зарегистрирован 23 ноября 1951 года. В 1953 году родился сын по имени Роберт Макс, а в 1954 году второй сын — Йоханнес.
C 1950-х годов работал в компании Lucas Bols, а в 1979 году был назначен председателем Совета директоров этой компании.
Умер 17 марта 2005 года в Амстердаме возрасте 80 лет Церемония кремации состоялась 22 марта в крематории кладбища Вестгарде.